# Suie
 (février 2024).

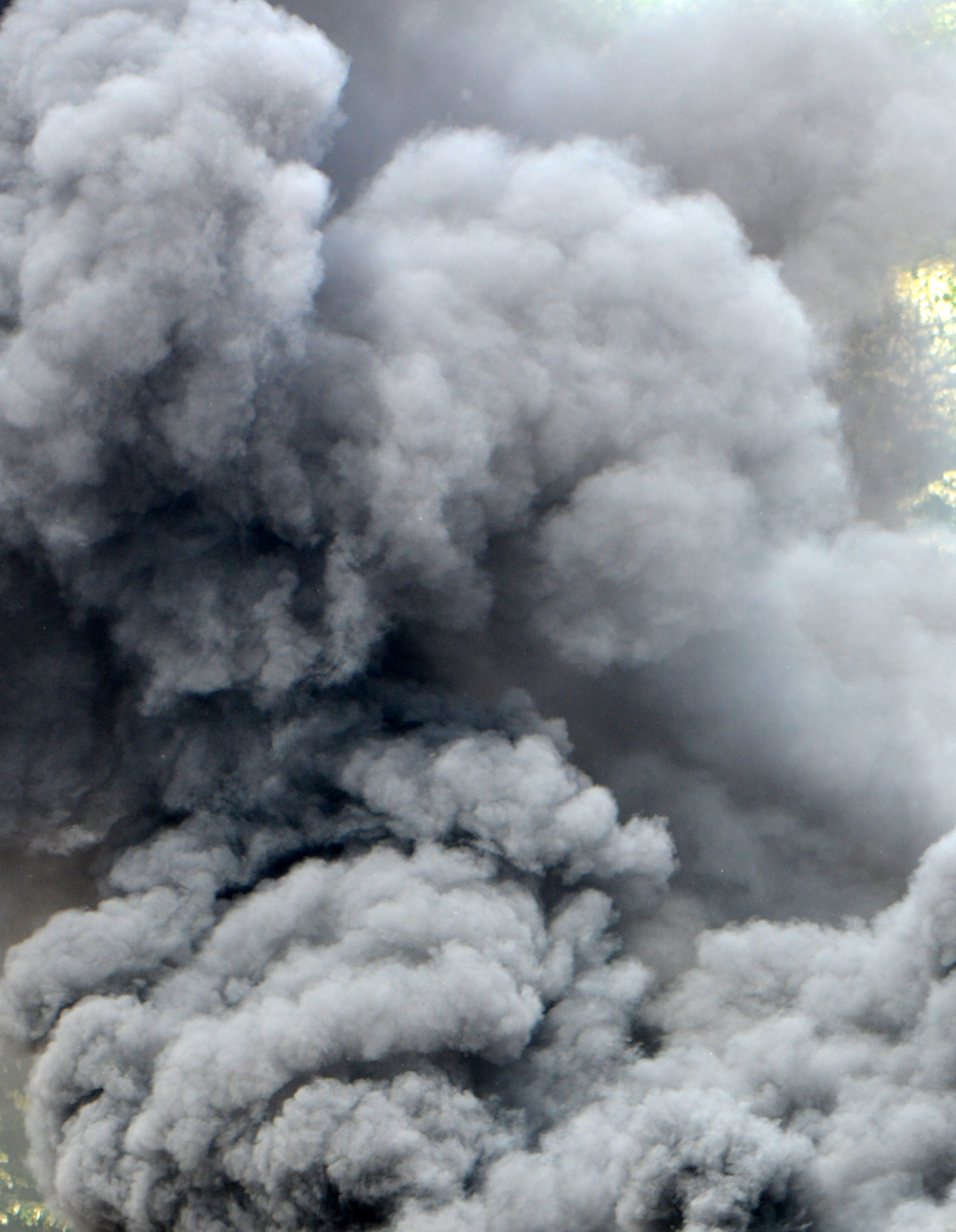
Feu de pneus, source de suies et de nombreux autres composés toxiques

La suie est un agrégat polluant de composés chimiques pour la plupart riches en carbone, se présentant comme une substance d'aspect noirâtre, salissante et d'odeur âcre résultant de la combustion incomplète de matières carbonées. Les « grains » de suie ont l'apparence trompeuse de minuscules grains ronds et d'un noir mat (matière optiquement très absorbante), qui en réalité, observés au microscope électronique s'avèrent être des agrégats complexes de particules bien plus petites, organisées dans des configurations décrites par Jullien et Botet en 1987 et dans des morphologies ensuite décrites par Köylü et al. (en 1995) ; Sorensen & Feke (1996) et Brasil et al. (en 2000).
Selon les contextes et les types de suies, le dépôt peut se présenter comme une poudre fine ou entrer dans la composition d'une pâte goudronneuse et odorante ou former des croûtes solides (sur les monuments, au contact de la pierre par exemple). Les dépôts de goudrons et suies dans les conduits de fumée sont inflammables et constituent un risque d'incendie (« feu de cheminée »).
Les fumées issues de la combustion de matière organique en contiennent une certaine proportion (dont une partie peut se déposer dans les conduits cheminées où la fumée passe). Les suies constituent une part significative des particules fines et de l'aérosol urbain, de la pollution de l'air et de la pollution routière en particulier. Elles sont principalement produites par les véhicules motorisés roulant au diesel et à l'essence, par les cheminées des foyers ouverts, des inserts et des chaudières de chauffage au fioul et/ou au bois. Toutes les combustions incomplètes de combustibles fossiles et de la biomasse produisent des suies qui contribuent à la pollution de l'air par des particules fines et à des effets plus visibles, comme le smog. La combustion de certains hydrocarbures est particulièrement émettrice de suies ; c'est le cas du benzène qui était autrefois utilisé en milieu scolaire pour montrer ce qu'est la suie (il est désormais interdit d'achat car cancérigène).
On a longtemps cru que les répercussions de la suie sur la composition atmosphérique et sur le climat étaient faibles mais de nombreuses  études récentes ont montré que la suie est une espèce plus polluante que prévu, affectant la réactivité, et la composition chimique de l’atmosphère ainsi que son bilan radiatif terrestre et la recherche de la présence de suie dans la stratosphère ne débute qu’à peine, via des instruments sous
ballons, embarqués par des avions et à partir de données satellitales (GOMOS-Envisat).

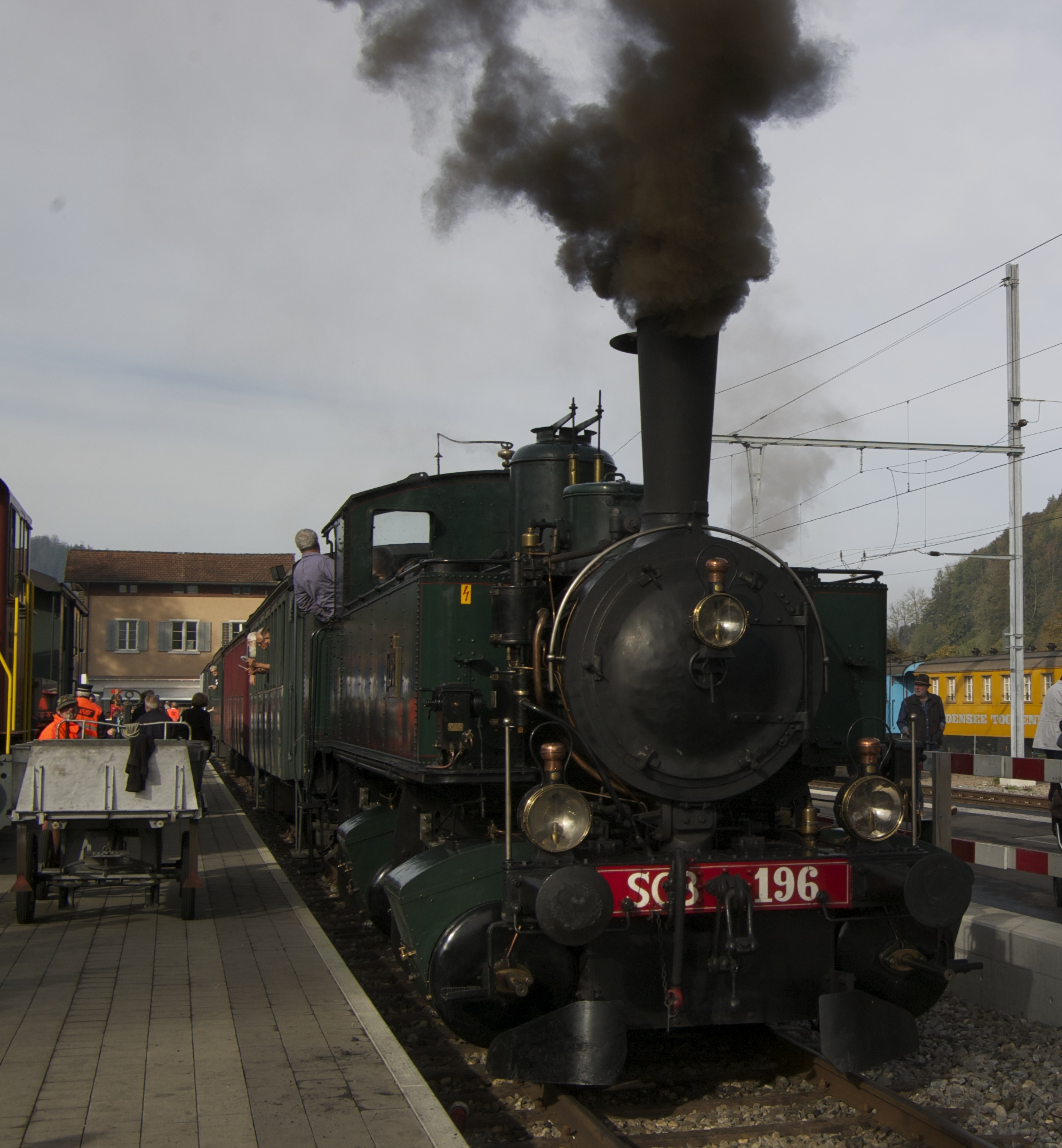
Avec le charbon puis les moteurs diesel comme carburant les locomotives du transport ferroviaire ont été une source importante de suies. L'électrification des voies a limité le problème dans une partie du monde

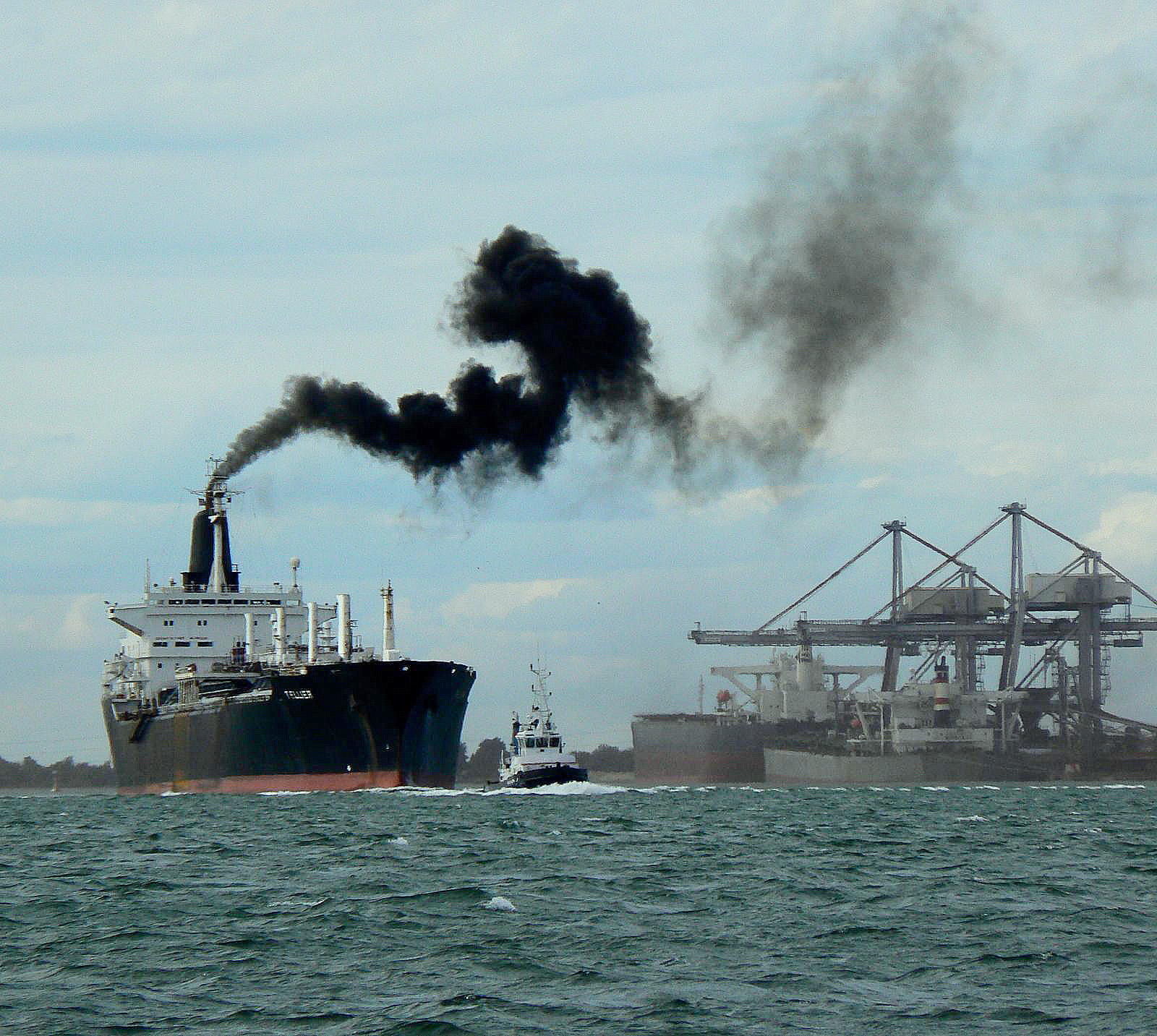
Les navires fonctionnant avec des fiouls lourds de très mauvaise qualité sont une source très importante de suies qui pollue les lignes fréquentées par ces navires et les ports (ici à l'entrée de Port-Saint-Louis-du-Rhône

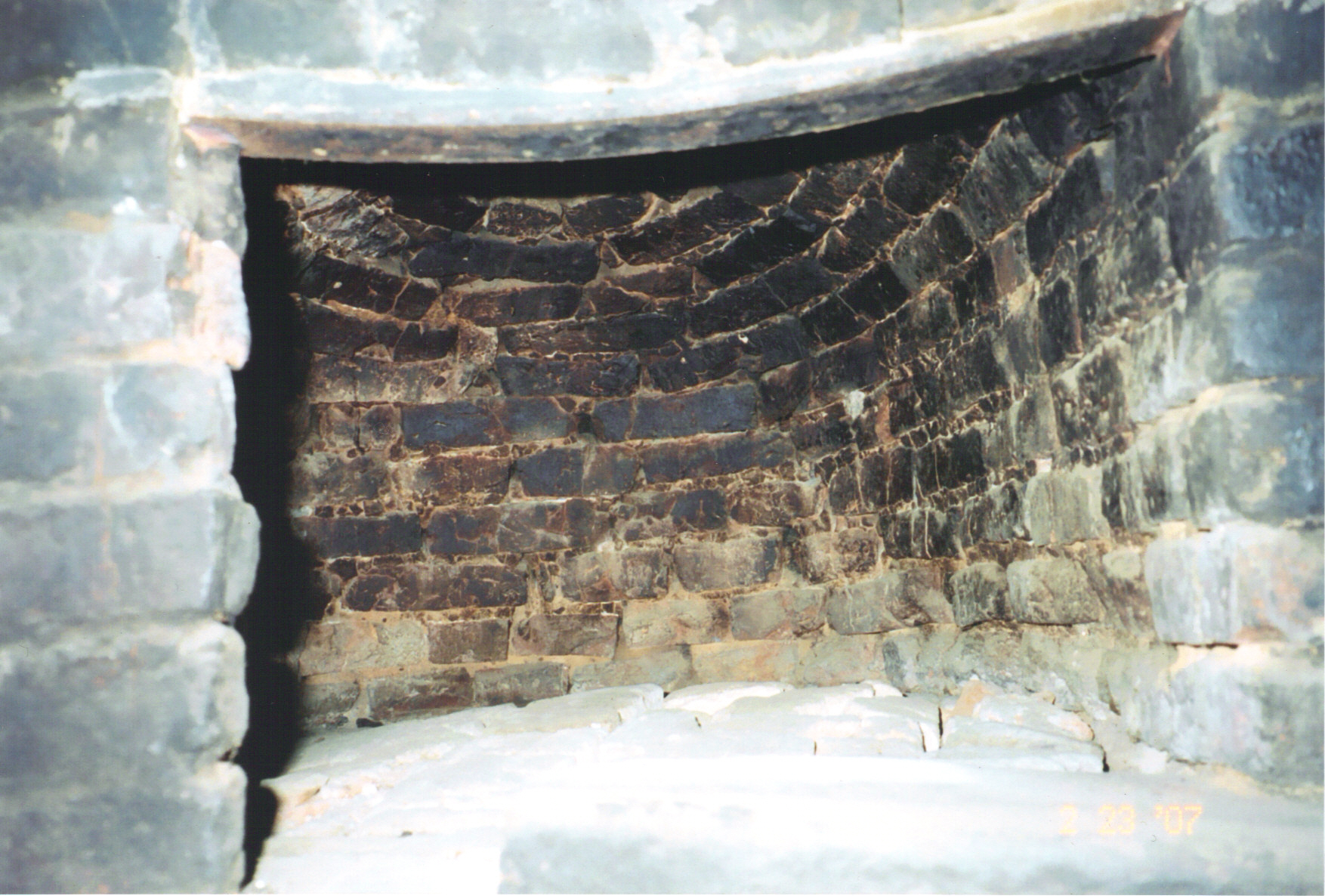
Dépôts de suie sur les briques réfractaires d'un four à pain.

## Caractérisation
Une suie est caractérisée par plusieurs paramètres : 
- la masse, ou plutôt la « masse volumique effective » de la suite, car l'agrégat que constitue une « suie » voit sa masse volumique diminuer quand la taille de l'agrégat augmente (en raison de la structure des agrégats) ; les spécialistes calculent cette « masse volumique effective » à partir du diamètre de mobilité électrique (Dm), qui est lié au diamètre de giration Dg des agrégats[10] ;
- sa morphologie ;
- la structure de chaque élément constituant l'agrégat ;
- sa taille (nanométrologie) ;
- sa composition physico-chimique ;

et éventuellement : 
- l'évolution de la masse des agrégats en fonction de leur diamètre ;
- ses propriétés optiques (importante pour ses interactions avec les infrarouge, l'albédo et le climat)[11] ;
- sa radioactivité (certains charbons, ou des bois contaminés peuvent contenir des radionucléïdes éventuellement retrouvés dans les suies ou mâchefers[12].

Parmi les polluants de l'air on les classe comme particules primaires, par opposition aux particules secondaires qui sont issues de la recombinaison de particules primaires ou de précurseurs mis en suspension dans l'air.

## Composition générale des suies
La suie contient deux grands types de composants primaires : 
- du carbone élémentaire (CE, noir mat),
- des dizaines à centaines de composés organiques (mesurés en tant que carbone organique ou « organic carbon »(OC),
- d'éventuels autres éléments adsorbés sur la suie durant son processus de formation, de refroidissement ou lors de son parcours dans l'air ou l'eau.

La composition d'une suie varie selon la nature du combustible dont elle est issue, et selon les conditions de la combustion de ce combustible. Globalement plus il y a d'oxygène à disposition de la flamme au moment de la combustion, moins il y a de suie.
Les suies sont des mélanges complexes de particules contenant du carbone suie, encore appelé carbone noir, principalement composé de carbone graphitique de couleur noire, et des composés organiques (HAP, oxydes, composés organiques condensables, etc.) appelés Total organic carbon (TOC) (« carbone organique total »). Le carbone organique et le carbone suie sont émis conjointement mais dans une proportion différente selon les sources et les conditions de combustion. Les suies contiennent aussi des sels inorganiques et des métaux et métalloïdes.
Une partie des suies peuvent être oxydées avant même de refroidir, et alors voir leurs propriétés changer (par exemple dans un moteur à combustion).
En sortie de cheminée, la suie peut se combiner à de l'acide sulfurique qui condense (par exemple après la combustion d'un fioul lourd ou d'un charbon riche en soufre. On cherche à modéliser ce type d'interactions.

## Valorisation de la suie
Le bistre est un nom de couleur et un pigment autrefois fabriqué avec de la suie détrempée. Il servait pour le dessin à la plume et le lavis, et aussi pour teindre en masse du papier à dessin. La couleur bistre s'obtient de nos jours par un mélange d'oxydes de fer.
Produits industriellement, de façon à être constitués exclusivement de carbone, le noir de carbone ou noir de fumée ne sont plus aujourd'hui considérés comme des suies[réf. nécessaire].

## La suie des cheminées
L'accumulation de la suie et de goudrons dans les conduits constitue un risque d'incendie qui impose le ramonage, c'est-à-dire le nettoyage des conduits.
Dans le jargon professionnel des ramoneurs, le bistre est une variété particulière, liquide, de suie qui s'écoule des conduits de cheminée.
Pour certains autres, le bistre est une croûte compacte qui se forme dans les conduits à partir de la suie détrempée qui a ensuite séché. C'est une substance hautement inflammable à l'origine de la majorité des incendies de foyers au bois.

## Les suies de moteurs à combustion interne

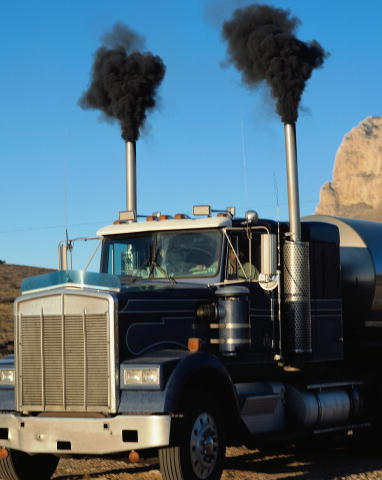
Émissions d'un camion à moteur diesel sans filtre.

Le processus de la formation des particules et leurs modifications et cinétique dans la combustion dans les moteurs est encore incomplètement cerné. 
La formulation des carburants, la circulation des gaz dans la chambre de combustion, le temps de combustion contribuent à leur formation. Ces facteurs sont très étudiés, notamment pour chercher à réduire leur formation. Une autre branche d'ingénierie vise à les récupérer dans les tubes d'échappement, via des filtres ou un lavage de fumée pour ne plus les relâcher dans l'atmosphère.

## Formation
La combustion dans des régions d'une flamme pauvres en oxygène produit des hydrocarbures aromatiques polycycliques (HAP) qui par condensation autour d'un petit noyau primaire vont produire des suies de plus ou moins grande taille. Les suies les plus petites ont un diamètre de quelques nanomètres, invisibles à l’œil nu.

## Composition
Les suies sont essentiellement constituées de carbone. Elles contiennent aussi 
- de l'hydrogène,
- des résidus d'hydrocarbures qui ont été à l'origine de leur formation et de leur croissance ; principalement l'acétylène formé dans la combustion.

Géométriquement ce sont des agglomérats de particules presque sphériques de quelques nanomètres à quelques dizaines de nanomètres de diamètre. Leurs collisions dans la flamme conduit à la formation de clusters de forme aléatoire, pouvant comporter quelques dizaines de particules.

## Toxicité
Le caractère cancérigène de la suie est connu depuis la mise en évidence du carcinome du ramoneur ; en 1775, le chirurgien anglais Percivall Pott a mis en évidence que le cancer du scrotum, cancer très rare dans la population générale, mais exceptionnellement fréquent chez les ramoneurs londoniens (« sootwart ») était dans ces cas dû au frottements de la corde salie par la suie utilisée par les enfants-ramoneurs pour descendre dans les cheminées afin de les ramoner. Sa thèse a d'abord été fortement combattue, puis confirmée quand le métier a évolué et qu'on a cessé d'utiliser les enfants pour le ramonage. Ce cancer a été le premier cancer professionnel à être reconnu, il y a près de 250 ans.

## Cinétique et répercussions sur le milieu naturel ducarbone suie

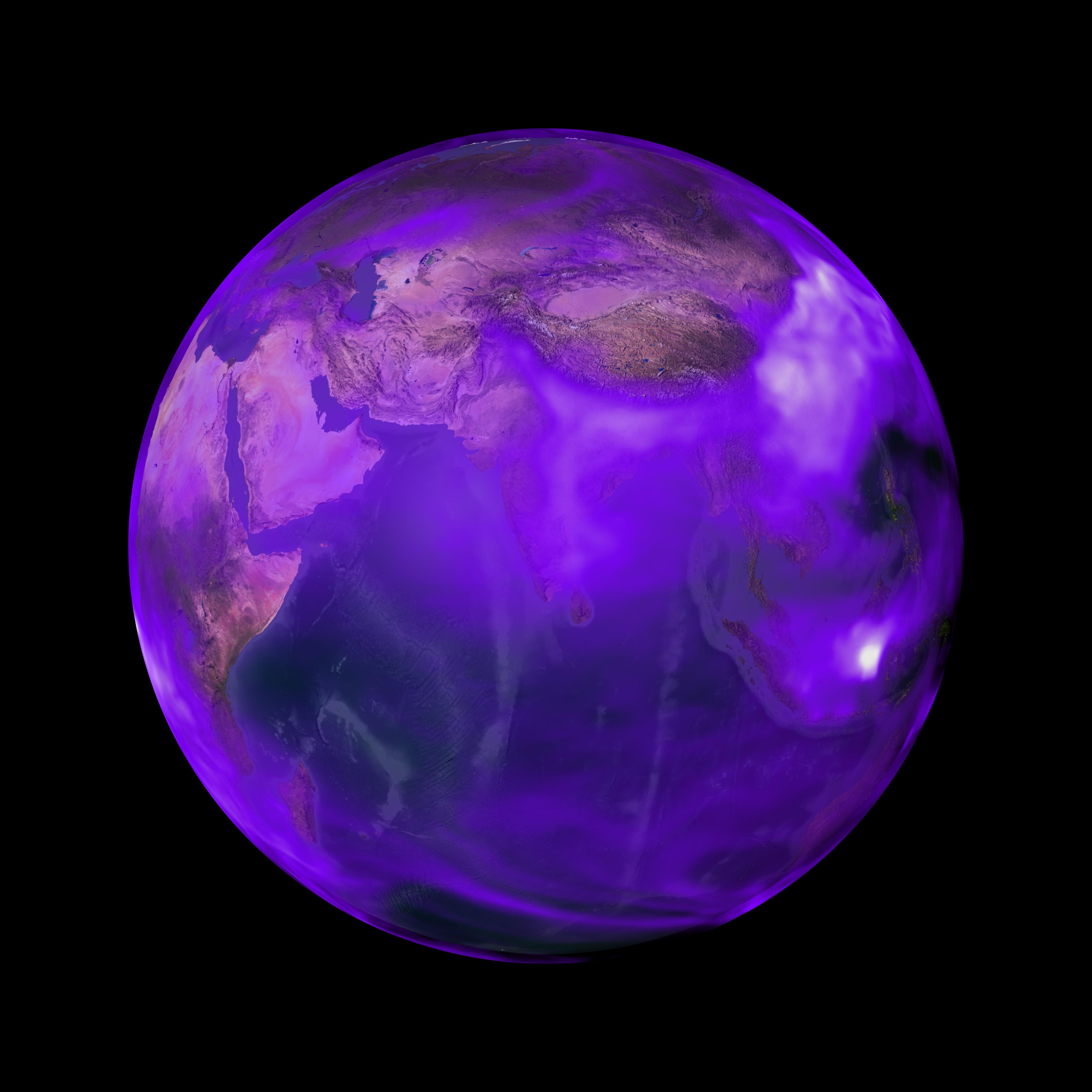
Communément appelé suie, le carbone noir est émis dans l'air lorsque des combustibles fossiles et des biocombustibles, tels que le charbon, le bois et le gazole, sont brûlés. Il est présent dans le monde entier.

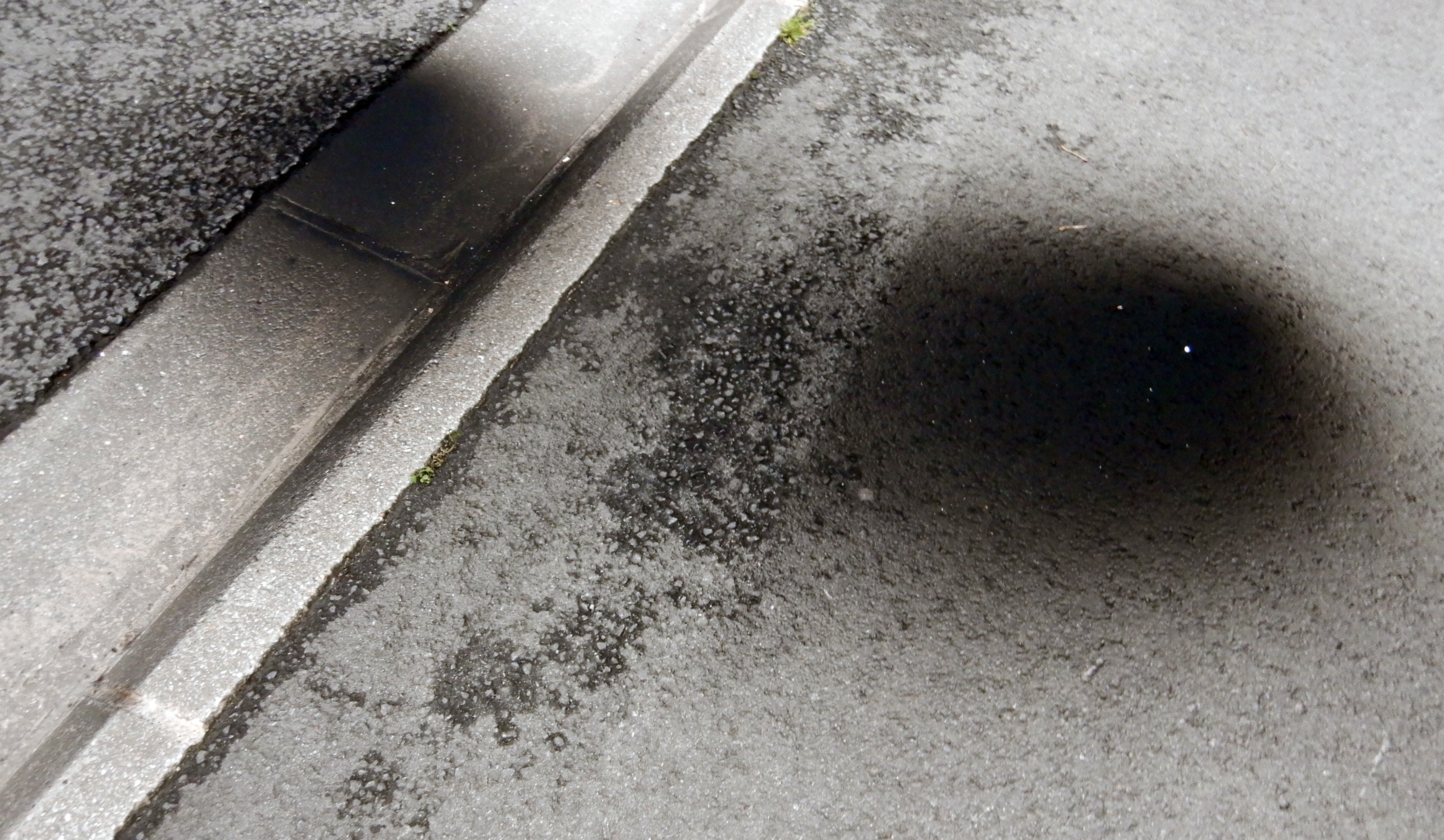
Dépôt de suie émise par un pot d'échappement de voiture, lors d'un démarrage à froid, moteur mal réglé

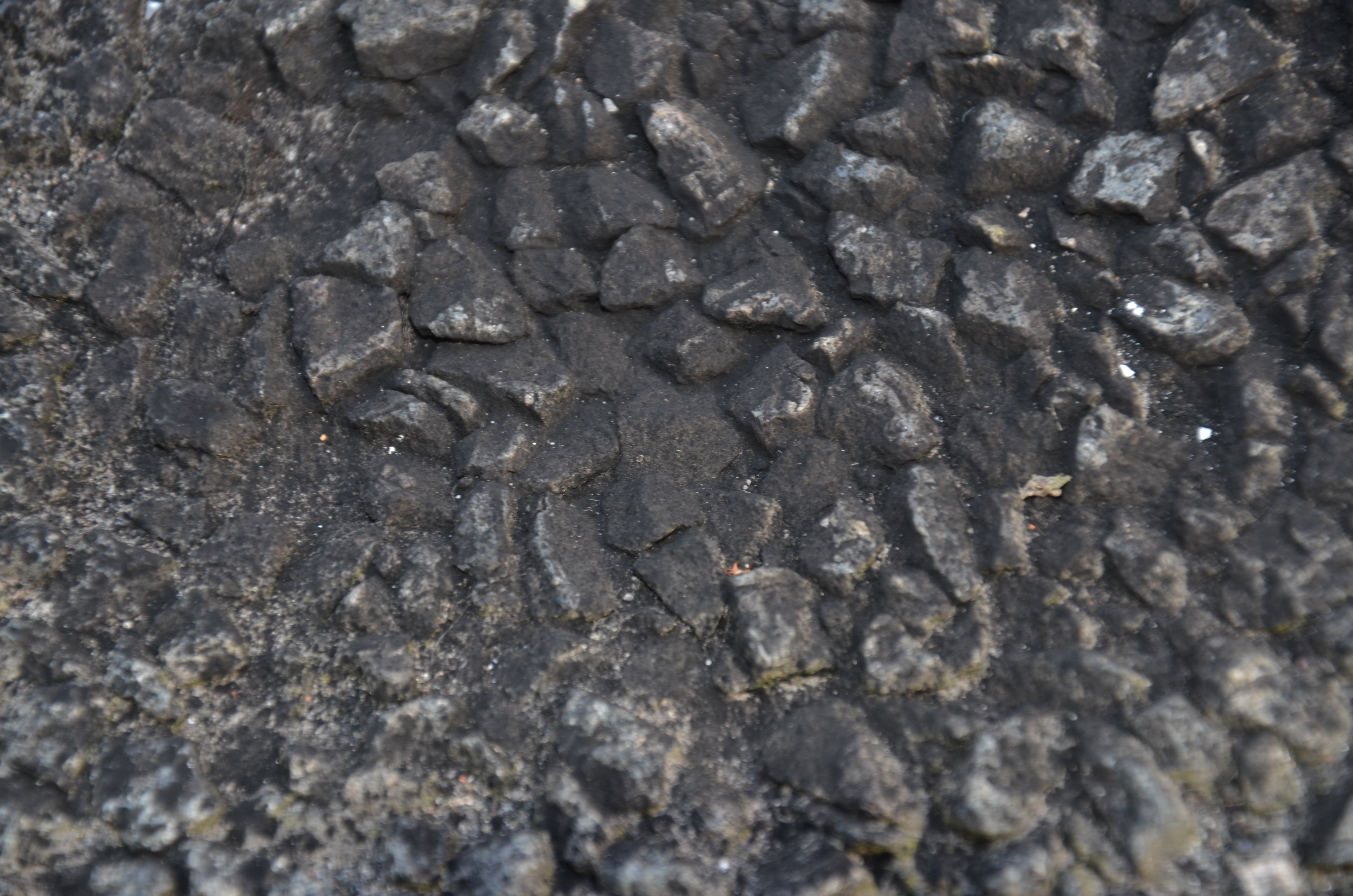
Détail d'une tache de suie issue d'un pot d'échappement

En termes de taille, la suie est un polluant que l'on détecte au sein des PM10. 
Comme les sulfates, la quantité de suies émises dans l'air urbain a beaucoup diminué avec le recul du chauffage au charbon et au fioul. Mais la flotte et le nombre croissant de véhicules (voitures à moteur diesel surtout, poids-lourds également diesel), d'avions (kérosène) et de navires (moteurs à fioul lourd), ainsi que de moteurs thermiques industriels fixes a en partie négativement compensé ces progrès. Dans les pays en développement, le charbon et le bois restent des sources importantes de pollution urbaine et de l'air intérieur. 
Il existe une géographie de la pollution par les suies : ainsi en Suisse les mesures faites pour la période 2008-2014 dans l'air montrent qu'en milieu rural loin des routes, les concentrations moyennes annuelles dans l'air sont comprises entre 0,5 et 1 μg/m3, alors que dans les agglomérations elles s’élèvent à environ 1-2 μg/m3 et qu'elles dépassent 3 μg/m3 à proximité du trafic routier. 
Le carbone suie, ou carbone noir (voir composition générale des suies), est produit par les combustions incomplètes de combustibles fossiles et de la biomasse. Il est constitué de carbone (C) dont la couleur noire absorbe le rayonnement solaire. Il a de ce fait un pouvoir de réchauffement de l'atmosphère, peut être transporté à longue distance et se déposer sur les étendues glaciaires en diminuant leur pouvoir réfléchissant (albédo),. Son dépôt accroît la fonte de la neige et de la glace. Plus que d’autres régions, l’Arctique, tout comme les régions alpines, pourrait tirer avantage de la réduction des émissions de carbone noir.
Les principales sources de carbone suie sont les moteurs à combustion (diesel essentiellement), la combustion résidentielle de bois et de charbon, les centrales électriques, l’utilisation du fioul lourd ou du charbon, la combustion de déchets agricoles, ainsi que les incendies de forêt et de végétation. Il appartient aux particules fines PM2,5 (diamètre inférieur à 2,5 micromètres), mais se retrouve principalement dans la partie la plus petite de celles-ci, les PM1, dont le diamètre est égal ou inférieur à 1 micromètre. Par ces deux caractéristiques, chimique et physique, le carbone suie permet de mieux comprendre les comportements de la pollution particulaire liée aux sources de combustion.
Le « carbone noir (suie) » est, avec le méthane et l’ozone troposphérique, l’un des principaux polluants climatiques à courte durée de vie dans l’atmosphère (de quelques jours à quelques décennies, une à deux semaines pour le carbone noir). Ces polluants influent fortement sur le réchauffement du climat, ils sont les plus importants contributeurs à l'effet de serre d’origine humaine après le CO2. Ils sont également des polluants atmosphériques dangereux, qui ont de nombreux impacts néfastes sur la santé humaine, l'agriculture et les écosystèmes.
D'ici à 2020, les petits appareils de chauffage domestique produiront à peu près la moitié des émissions totales de carbone noir. Cette tendance pourrait être accentuée par le développement de la combustion de la biomasse comme mesure de protection du climat. L’utilisation de poêles et chaudières modernes à granulés de bois, par exemple, pourrait sensiblement réduire les émissions de carbone noir dues à la combustion de la biomasse.
Des suies de petite taille sont émises de manière chronique à basse, moyenne et haute altitude par des avions de loisir, commerciaux et militaires, notamment au décollage.
En 1995, des mesures faites in situ par l'avion ER-2 en haute troposphère et basse stratosphère ont montré la présence d'agglomérats de suie, puis d'autres vols en ont également trouvé à des latitudes de 90 ° N à 45 ° S à environ 21 km d’altitude, provenant probablement des kérosènes d'avion. Ces suies peuvent ensuite être emportées à des altitudes plus élevées et circuler dans la stratosphère,. Selon les modèles physiques et climatiques existant les suies d'altitude proviendraient néanmoins surtout des incendies de forêts et autres feux de biomasse, et de volcans.
En 2000, Pueschel et al. trouvent que 50 % des particules de suies éjectées par le trafic aérien dans le nord-est de l'océan Atlantique peuvent être transportées à de plus hautes altitudes par effet de gravito-photophorèse. En 2004, Baumgardner et al. ont montré que la suie pourrait être la principale population d'aérosols dans la basse stratosphère parmi les particules ayant une taille supérieure à 0,3 μm, dans les latitudes de l’Arctique. Murphy & al. en 2007 montrent que les suies de moins de 0,3 μm peuvent persister des mois dans l'atmosphère. L'instrument GOMOS embarqué sur le satellite Envisat trouve dans la stratosphère (jusqu’à 30km d’altitude) des particules à faible dépendance spectrale qui ne semblent pouvoir être que des suies. 
Les aérosols solides (dont suies) tendraient à migrer vers les régions polaires (on en trouve environ 30 fois plus qu) via la circulation générale de l'atmosphère pour ensuite redescendre dans la basse stratosphère polaire. 
Les péniches, bateaux de pêche et navires marchands, paquebots et navires de guerre en émettent aussi des quantités considérables respectivement sur les canaux et en mer, de même pour les incendies de forêt et certains torchages pétroliers.

## Toxicologie,santé au travail
Les suies sont classées dans le groupe des cancérogènes certains pour l'homme (groupe 1) par le Centre international de recherche sur le cancer.
Les mécanismes précis et complets de formation des suies sont très complexes, et varient selon de nombreux paramètres. Ils sont donc encore à élucider, alors qu'elle revêt une importance certaine liée au fait que les suies comportent divers hydrocarbures aromatiques polycycliques (HAP) toxiques, voire cancérigènes, et ceci d'autant plus, qu'elles s'adsorbent sur de fines particules métalliques, ce qui en accroît encore la toxicité. En France métropolitaine, la combustion du bois dans le secteur résidentiel contribue d'une manière largement majoritaire aux émissions de HAP dans l'atmosphère (77 % des émissions nationales en 2005).
L'exposition à des suies est reconnue comme facteur de risque (preuves humaines suffisantes) pour le cancer du poumon, en particulier dans le cas de l'exposition professionnelle du ramoneur, avec : preuves humaines suffisantes pour le cancer de la peau (cancer du scrotum) et du poumon et des « preuves humaines limitées pour le cancer de la vessie ».
Il en résulte des normes de plus en plus sévères, imposant de moindres émissions de suies et une meilleure filtration des gaz pollués, notamment pour les moteurs thermiques, inserts et grandes chaudières.
Il est possible de diminuer le taux de formation des suies dans les moteurs thermiques, en utilisant des hydrocarbures moins lourds, en utilisant un catalyseur d'oxydation, en ajoutant aux moteurs diesel un filtre à particules, en ajoutant un hydrocarbure plus riche en oxygène dans le carburant (éthanol par exemple).

## Étude des suies
Les particules de suie, dont la nocivité est maintenant reconnue, sont un objet d'étude depuis longtemps.
Au XIXe siècle, Michael Faraday en étudie les propriétés optiques et note l'importance de celle-ci pour la luminosité d'une flamme : plus une flamme est sombre et rouge orangé, plus elle forme de suies. Les flammes bleues en forment peu ou de très petite taille.Leur émission est dominante dans le rayonnement, avec un spectre proche du corps noir, indicatif de la température du milieu. 
Hoyt Hottel en fait des images en microscopie électronique dans les années 1960. 
Roger Millikan en a analysé la modification de composition quand la hauteur d'une flamme varie.
Les suies ont ensuite été beaucoup étudiées en tant que polluant. 
En 2012 sur demande de l’ONERA (office national d’études et de recherches aérospatiales), l’IRSN (via son laboratoire de physique et de métrologie des aérosols, qui a notamment étudié la métrologie des particules carbonées émises en cas d’incendies dans une installation nucléaire) a commencé à étudier les interactions entre eau et croissance de la glace à la surface des particules émises par les avions (projet dit « Mermose », pour Mesure de la réactivité des émissions de moteurs aéronautiques, financé dans le cadre du Grand emprunt). L’IRSN développera ainsi sa compétence en matière de condensation de vapeur sur des particules de suies en cas d’accident nucléaire. 
La morphologie fractale et l'irrégularité de forme des suies les rendent trop complexes pour être modélisée via la théorie de Mie.
De nombreux dispositifs ont été développés par les chercheurs pour produire des suies de manière contrôlée, pour étudier leur formation, leurs transformations, leur cinétique, leur composition, etc. ; par exemple avec : 
- le microscope électronique[42],
- la spectrométrie de masse de flammes[43],
- Le spectromètre thermophorétique circulaire[44] (pour mesurer la thermophorèse et mieux étudier les agrégats de suies de morphologie fractale),
- le lidar pour l'étude des polluants de la colonne d'air[45],
- le radiomètre (qui peut être transporté en altitude par un ballon stratosphérique)[46].

## En archéologie
La suie déposée au plafond de certaines grottes est très souvent l'un des signes d'une occupation humaine préhistorique. La fuliginochronologie est l'étude de la succession de ces films de suie, cette méthode permettant de dater la succession des occupations humaines en grottes
.
C'est une méthode de datation relative comme la dendrochronologie. Elle permet une résolution temporelle inégalée pour la période paléolithique, allant jusqu'à la précision subannuelle.
La datation par la suie peut également être appliquée aux périodes antique et médiévale, car le feu a parfois été utilisé pour fracturer des roches en carrières souterraines[réf. nécessaire].